# Chlor(cyclopentadienyl)dinitrosylchrom
Chlor(cyclopentadienyl)dinitrosylchrom (auch Cyclopentadienyldinitrosylchromchlorid) ist ein Halbsandwichkomplex des Chroms und ein Nitrosylkomplex.

## Herstellung
Chlor(cyclopentadienyl)dinitrosylchrom kann ausgehend von Dicarbonylcyclopentadienylnitrosylchrom hergestellt werden. Dieses wird in Isopropanol zunächst mit gasförmigem Chlorwasserstoff und dann mit Isoamylnitrit versetzt.

## Eigenschaften
Chlor(cyclopentadienyl)dinitrosylchrom kristallisiert im orthorhombischen Kristallsystem in der Raumgruppe P212121 (Raumgruppen-Nr. 19) mit den Gitterparametern a = 10,8016 Å; b = 12,2586 Å und c = 5,9564 Å sowie 4 Formeleinheiten pro Elementarzelle. Die Verbindung wirkt durch Freisetzung von Stickstoffmonoxid als Vasodilator.